# Fortuna de Minas
Fortuna de Minas este un oraș în Minas Gerais (MG), Brazilia.